# Шмелёв, Иван Тарасович
Иван Тарасович Шмелёв (1916—2004) — советский военачальник, участник Великой Отечественной войны, генерал-лейтенант артиллерии (1965).

## Биография
Родился в 1916 году в деревне Лыково-Бухово Орловской губернии. Член КПСС.
С 1933 года — на военной службе, общественной и политической работе. В 1933—1972 гг. — участник Великой Отечественной войны, командир 1-й батареи 1-й роты 19-го отдельного пулемётно-артиллерийского батальона 118-го укреплённого района, начальник штаба 1075-го армейского истребительно-противотанкового артиллерийского полка, 8-й гвардейской истребительно-противотанковой артиллерийской бригады (29.09.1943 — 1946), заместитель командира, командир артиллерийской дивизии, начальник штаба ракетных войск и артиллерии военного округа, командир 9-го отдельного ракетного корпуса (8.04.1961 — 23.11.1962), первый заместитель командующего 50-й ракетной армией (11.1962 — 01.1971), председатель Государственной комиссии по проведению войсковых испытаний ракеты РТ-15. Уволен в запас в январе 1971 года.
Делегат XXII съезда КПСС.
Умер в Одинцове 19 декабря 2004 года, похоронен на Лайковском кладбище.